# Rhicnogryllus tahitensis
Rhicnogryllus tahitensis är en insektsart som först beskrevs av Henri Saussure 1878.  Rhicnogryllus tahitensis ingår i släktet Rhicnogryllus och familjen syrsor.

## Underarter
Arten delas in i följande underarter:
- R. t. decorus
- R. t. tahitensis